# Żeńska Szkoła Architektury

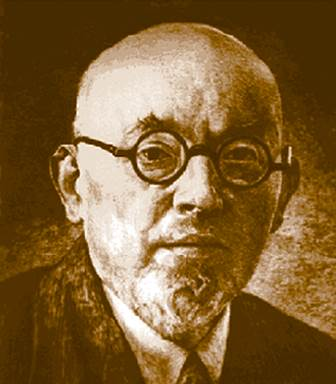
Autoportret patrona szkoły – Stanisława Noakowskiego, 1928

Żeńska Szkoła Architektury – żeńska szkoła zawodowa o profilu architektoniczno-budowlanym, założona w Warszawie w 1931. Miała status prywatnej szkoły średniej.

## Historia i profil
Początki szkoły sięgają 1927. Wówczas to trzej architekci: Władysław Jastrzębski, Aleksander Kapuściński i Mieczysław Popiel powołali Żeńskie Kursy Architektoniczne. Początkowo była to szkoła dwuletnia, jednak w 1931 została przekształcona w trzyletnią Żeńską Szkołę Architektury, a w 1935 w Żeńskie Liceum Architektury im. Stanisława Noakowskiego. Program nauczania obejmował nie tylko przedmioty o charakterze budowlanym, ale również takie, które miały na celu wzbogacenie wrażliwości, wyobraźni, rozbudzenie zamiłowania do sztuki oraz rozwój umiejętności graficznych dziewcząt. W pierwszym roku działania szkoły uczył w niej (prawdopodobnie architektury i sztuki) Stanisław Noakowski. Po jego śmierci na jesieni 1928 placówka przyjęła jego imię.
W owym czasie w roku szkolnym uczyło się w niej 60–70 dziewcząt na trzech kursach. Przed II wojną światową ukończyło ją ok. 200. uczennic, uzyskując tytuł technika architektury. Często była nazywana „szkołą żon”. Wysoki poziom nauczania zapewniała kadra dydaktyczna, która składała przede wszystkim z wykładowców Wydziału Architektury Politechniki Warszawskiej. Nauczał w niej m.in. Marian Walentynowicz, współautor 120 przygód Koziołka Matołka i pozostałych słynnych komiksów tworzonych razem z Kornelem Makuszyńskim. W 1937 na Wystawie Światowej w Paryżu szkołę nagrodzono Złotym Medalem i Dyplomem Honorowym za prace w dziedzinie szkolnictwa zawodowego wszystkich stopni. Szkoła była jedyną tego typu żeńską placówką w Polsce i cieszyła się dużą renomą.
W 1939 wojna przerwała funkcjonowanie szkoły. Jednakże już w 1940 przywrócono jej działalność, choć decyzją niemieckiego okupanta czas nauki skrócono do dwóch lat. Liczba nauczanych przedmiotów nie uległa jednak zmniejszeniu. Została nawet wzbogacona o nowe przedmioty: słońce w architekturze, nauczany przez Tadeusza Nowakowskiego oraz muzykologię, z którą zapoznawał wiolonczelista Kazimierz Wiłkomirski. Nowatorskim pomysłem było organizowanie przed zajęciami z projektowania koncertów kameralnych Marii, Wandy i Kazimierza Wiłkomirskich. Wykonywane utwory nawiązywały do tematu opracowywanego w danym czasie projektu architektonicznego. W okresie okupacji (1941–1944} szkołę ukończyło ok. 250 uczennic. Wiele z nich wraz z szeregiem wykładowców wzięło udział w powstaniu warszawskim, nierzadko z poświęceniem życia. Zginął m.in. jeden z nauczycieli dr inż. Józef Zaczek.
Po wojnie działalność szkoły została wstrzymana. Przerwa w funkcjonowaniu trwała do 1957. Wtedy to Władysław Jastrzębski po kilkuletnich staraniach i zmaganiach z władzą ludową ponownie ją otworzył. Placówka działała w kilku lokalizacjach, m.in. w gmachu Zasadniczej Szkoły Rzemiosł Budowlanych przy ul. Młynarskiej 43. Po śmierci Jastrzębskiego w 1958 z wyboru grona pedagogicznego następnym dyrektorem szkoły został również architekt – Konstanty Kokozow. Dzięki jego zabiegom i osobistej pracy nad projektem budynku szkoła w 1965 przeniosła się do własnej siedziby przy ul. Przyrynek 9. Mieści się tam obecnie w zmienionej formie jako państwowe, koedukacyjne Technikum Architektoniczno-Budowlane im. Stanisława Noakowskiego.

## Wybrani pedagodzy
Teodor Bursze, Gerard Ciołek, Edward Czerwiński, Czesław Duchnowski, Antoni Dygat, Alfons Emil Gravier, Władysław Jastrzębski, Antoni Jawornicki, Antoni Kobyliński, Konstanty Kokozow, Stanisław Noakowski, Tadeusz Nowakowski, Maciej Nowicki, Tadeusz Pluciński, Mieczysław Popiel, Feliks Roliński, Tymoteusz Mieczysław Sawicki, Wacław Staszyński, Leon Suzin, Rudolf Śmiałowski, Kazimierz Tołłoczko, Marian Walentynowicz, Józef Zaczek, Bruno Zborowski, Borys Zinserling

## Znane absolwentki
- Anna Czapska – architektka
- Anna Boyé-Guerquin – architektka
- Krystyna Kozłowska – malarka[5]
- Maryna Mineyko – architektka[3]
- Maria Papa Rostkowska – rzeźbiarka, malarka

## Upamiętnienie
W 1997 została wydana jublileuszowa monografia pt. Żeńska Szkoła Architektury im. Stanisława Noakowskiego – 1927–1997.